# Maiale (araldica)
In araldica il maiale compare raramente. Si distingue dal cinghiale per essere privo delle caratteristiche zanne, oltre che per la forma. Può anche essere descritto come verro, ma quasi sempre solo nel caso di armi parlanti.
Talora compare anche la scrofa o troia.

## Esempi

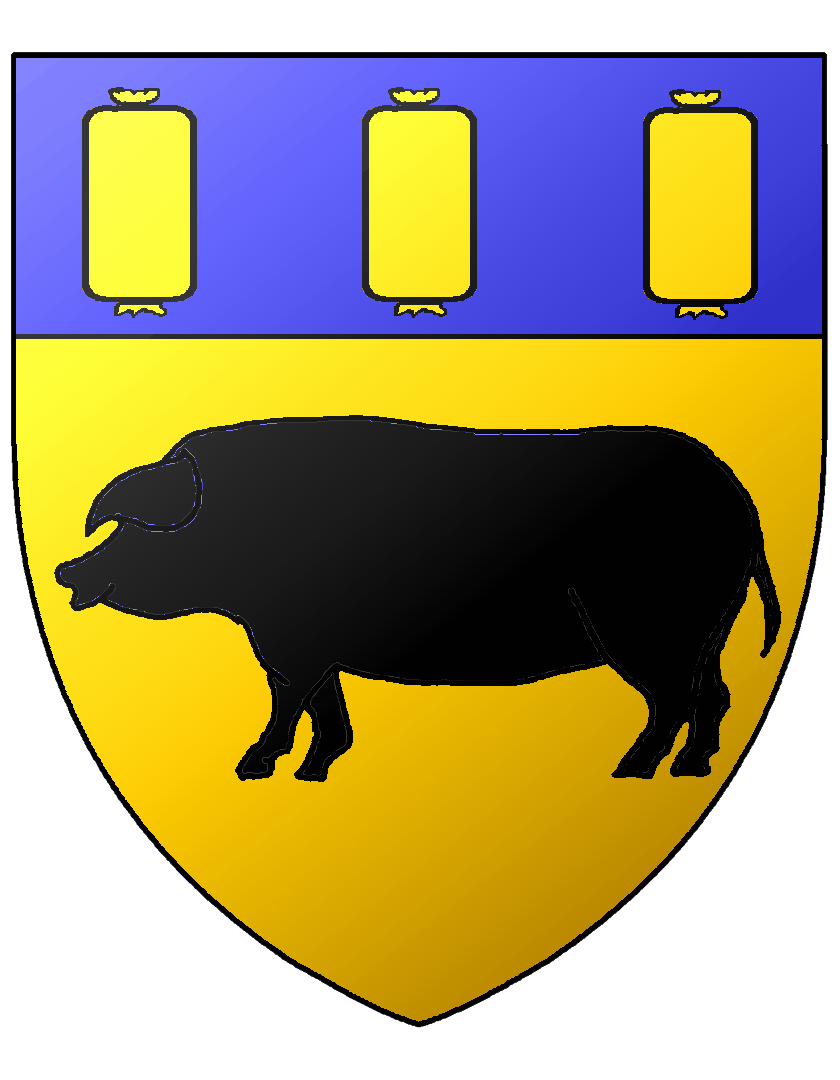
D'oro, al maiale passante di nero; al capo d'azzurro, caricato  di tre salsicce d'oro (Corporation des charcutiers de Paris, Francia)
D'argento, alla scrofa di nero, passante su un terrazzo di verde (Curgies, Francia)

## Posizione araldica ordinaria
Il maiale è rappresentato di solito passante con la coda accerchiellata.